# Ilja Alexejewitsch Perwuchin
Ilja Alexejewitsch Perwuchin (russisch Илья Алексеевич Первухин; * 6. Juli 1991 in Twer) ist ein ehemaliger russischer Kanute.

## Erfolge
Ilja Perwuchin startete bei den Olympischen Spielen 2012 in London mit Alexei Korowaschkow im Zweier-Canadier über 1000 Meter. Aufgrund eines zweiten Platzes im Vorlauf gelang die Finalqualifikation erst über das Halbfinale, in dem sie ihren Lauf als Sieger beendeten. Im Finale überquerten sie nach 3:36,414 Minuten hinter den siegreichen Deutschen Peter Kretschmer und Kurt Kuschela sowie dem belarussischen Brüderpaar Andrej und Aljaksandr Bahdanowitsch als Dritte die Ziellinie und sicherten sich so die Bronzemedaille. Bei den Olympischen Spielen 2016 in Rio de Janeiro ging er mit Ilja Schtokalow im Zweier-Canadier beim Wettkampf über die 1000-Meter-Distanz an den Start. Sie erreichten das Finale, das sie nach 3:46,776 Minuten auf dem fünften Platz beendeten.
Bei den Europaspielen 2015 in Baku gewannen Perwuchin und Korowaschkow über 1000 Meter im Zweier-Canadier hinter den Bahdanowitsch-Brüdern die Silbermedaille. Mit Kirill Schamschurin belegte er 2019 in Minsk in dieser Disziplin den dritten Platz.
2013 wurde Perwuchin in Duisburg mit Wiktor Melantjew im Zweier-Canadier auf der 1000-Meter-Strecke Vizeweltmeister. Ein Jahr später gelang ihm in Moskau im Vierer-Canadier der Titelgewinn. 2018 schloss er mit Kirill Schamschurin den Wettbewerb im Zweier-Canadier über 1000 Meter in Montemor-o-Velho auf dem dritten Platz ab.
Noch erfolgreicher war Perwuchin bei Europameisterschaften gewesen, bei denen ihm im Karriereverlauf sieben Medaillengewinne gelangen, darunter drei Europameistertitel. Mit Alexei Korowaschkow gewann er im Zweier-Canadier zunächst 2010 in Corvera über 1000 Meter die Silbermedaille, ehe die beiden 2011 in Belgrad Europameister wurden. 2013 gelang den beiden in Montemor-o-Velho die Titelverteidigung, 2014 in Brandenburg an der Havel und 2015 in Račice u Štětí belegten sie jeweils den zweiten Platz. Bei den Europameisterschaften 2016 in Moskau gewannen sie ihren dritten gemeinsamen Titel auf der 1000-Meter-Strecke. Seine letzte internationale Medaille gewann er 2017 in Plowdiw, als er im Vierer-Canadier den dritten Platz belegte.